# 因泰臘美那星
因泰臘美那星 （704 Interamnia） 是一颗体积非常大的小行星，直径大约为350千米，到太阳的平均距离为3.067个天文单位。 它是在1910年10月2日由意大利天文学家文森佐·塞魯利在他建立的考拉尼亞-泰拉莫天文台（Collurania-Teramo Observatory）发现，并以他工作的地方——意大利城市泰拉莫的拉丁名字「因泰臘美那」命名。小行星704是目前已知在海王星轨道内第五大的小行星，仅次于谷神星、灶神星、智神星和健神星。它的质量大约占整个小行星带质量总和的1.2%。

## 特征
和其他四颗大型小行星相比，目前对小行星704的研究并不多。虽然我们已经确定它是最大的一颗F-型小行星，但对其外型和内部结构却所知甚少，也没有进行光度曲线分析来确定它的极点位置，并进一步得出其转轴倾角。一些存在误差的研究表明它的体积密度很高，这意味着它是一个完全坚固的岩石体，内部没有空隙或水的痕迹。这也表明小行星704可以完全承受在太阳系形成以来小行星带的所有碰撞。
由于小行星704位于小行星主带外围，距离太阳较远，表面亮度因此也很低，通过10x50双筒望远镜无法看到它。在小行星704冲日时其视星等大约在+11.0等左右，远远低于谷神星、灶神星和智神星等的最低亮度。即使是在近日点发生冲日，它的亮度也只有+9.9，比灶神星要暗四个星等以上。
小行星704的轨道离心率比健神星大一点（15%对12%），轨道倾角为17.29°，比健神星大很多，轨道周期为1957.49地球日。它的近日点黄经刚好和其他几颗大小行星的近日点处于相反位置，当它运行至近日点时，与处于相同赤经的其他四颗大型小行星相比，实际上到地球距离会更近。小行星704几乎不可能和这些大型小行星相撞，因为其轨道相交的节点距离非常远。在这个距离上时，它们总是在黄道上相对的另一侧。

## 大小
在2003年3月23日科学家通过对小行星704掩一颗6.6等恒星的观测确定其直径为350×304 千米。

## 质量
2001年，米夏拉克采用一个不是很完善的动力学模型，并参考命神星、海后星和灵神星的质量估算出小行星704的质量大约为6.9×1019千克。2007年，巴尔和切斯利发表论文估算小行星704的质量为(7.12±0.84)×1019千克。而巴尔在一年后的新论文指出其质量可能只有3.70×1019千克，比第七大小行星小行星511的质量还要轻。